# Kpelle
El pueblo Kpelle (también conocido como Kpele, Guerze, Kpwesi, Kpessi, Sprd, Mpessi, Berlu, Gbelle, Bere, Gizima o Buni), son el grupo étnico más grande de Liberia. Están ubicados principalmente en la región central de Liberia y se extienden hasta el territorio de Guinea, donde también hay grupos asentados. Hablan el idioma Kpelle, que pertenece a la familia de idiomas mande, de los dialectos níger-congo.
Siendo cerca de un millón de integrantes, los kpelle forman aproximadamente un quinto de la población de Liberia.
Llegaron provenientes del imperio de Malí sobre el siglo XV. Los clanes o grupos familiares mantienen la tradición del cacicazgo. El jefe o cacique cumple la función de organizar, mantener el orden, resolver disputas y representar al grupo ante el resto de la comunidad.
A pesar de habitar en una región de terrenos accidentados y con fuertes lluvias anuales han sobrevivido gracias a sus cultivos de arroz. También desarrollan cultivos de café, té, maní, caña de azúcar y nuez de kola.
Son conocidos por sus complejas sociedades secretas como la Poro compuesta sólo de hombres y la Sande de mujeres, las cuales atienden una variedad de funciones sociales y políticas.
Realizaron una fuerte oposición a la colonización francesa de Guinea a principios del siglo XX.

## Territorio
Los Kpelle son el grupo étnico más grande de Liberia y también tienen comunidades en Guinea. La mayoría habita en el condado de Bong y las áreas adyacentes en el centro de Liberia. El paisaje de su territorio es principalmente boscoso, con altas precipitaciones, atravesado por colinas, con pantanos y ríos en áreas de tierras bajas. La precipitación anual varía de 180 a 300 cm, la mayor parte cae de mayo a octubre, la temporada de lluvias en la costa atlántica. Hay un breve período de disminución de las precipitaciones sobre el mes de julio, lo que en Liberia se denomina "sequía media". Las temperaturas anuales en la región varían entre los 19 °C y los 36 °C.

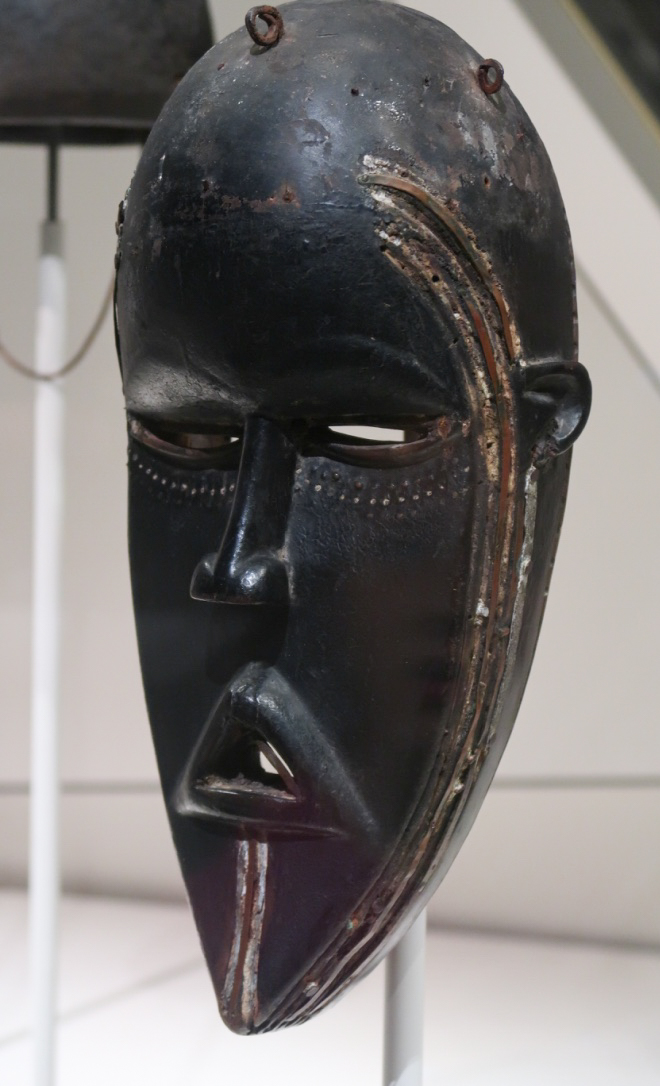
Máscara ritual Kpelle. Musée des Confluences

## Demografía.
Hay más de 1.000.000 de miembros kpelle en Liberia y aproximadamente 100.000 en Guinea según estimaciones de 2021. En Liberia constituyen alrededor del 20% de la población total. Mayoritariamente habitan en zonas rurales y tan solo un 15% en zonas urbanas. La esperanza de vida al nacer es de menos de 40 años. Entre el 16% y el 55% de los niños nacidos no llegan a la edad adulta.

## Idioma
El lenguaje, también llamado Kpelle, es monosilábico y tonal. Está clasificado en la familia Mande de la población de Níger-Congo.

## Historia y cultura
Los kpelle emigraron de la zona de la sabana del oeste de Sudán a lo que hoy es Liberia poco antes de finales del siglo XVI, tal vez huyendo de los conflictos entre los grupos sudaneses. En su emigración se integraron al imperio de Malí, pero volvieron a emigrar sobre el siglo XV, en dirección a las actuales Liberia y Guinea. Dominaban las técnicas agrícolas de tala y quema. En 1820, los primeros colonos afroamericanos llegaron a Liberia mientras los Kpelle se expandían hacia el sur y el oeste. En la década de 1920, Firestone arrendó un terreno en Harbel y plantó los primeros árboles de caucho allí. La demanda de recolectores provocó las primeras migraciones laborales de Kpelle. Una segunda ola de migraciones laborales, en la década de 1960, coincidió con la apertura de grandes minas de hierro en las partes occidentales de la república. La migración urbana se ha acelerado desde la década de 1970.
Los Kpelle interactúan con mayor frecuencia con los vecinos Mande, Loma, Mano y Bassa. Comparten el concepto iniciático Poro que desarrollan a través de sociedades rituales, “secretas”, con todos estos pueblos excepto los Bassa. Los iniciados, van cumpliendo ritos de paso que los preparan y habilitan para las distintas responsabilidades dentro del clan o grupo. Pueden incluso asistir a ciertos rituales secretos en estas otras áreas étnicas.
Los Kpelle mantienen relaciones comerciales con los Vai y Mandinga (de religión musulmana), que con frecuencia viven entre ellos en pequeñas comunidades. Tienen trato habitual con algunos comerciantes libaneses y misioneros estadounidenses, así como voluntarios del Cuerpo de Paz de Naciones Unidas, presentes en Liberia.

## Asentamientos
La casa tradicional de Kpelle es una cabaña redonda de una habitación, de adobe y barro, con un techo de paja cónico.  Aún quedan ejemplares en las áreas rurales, pero cada vez son más habituales las casas cuadradas con dos o tres habitaciones y un porche abierto en general muy amplio. Los techos de zinc están reemplazando gradualmente a la paja.
Las aldeas Kpelle generalmente albergan entre 50 y 600 personas que viven en un número de chozas que oscila entre 10 y 150, concentración que puede aumentar en las aldeas más importantes, generalmente situadas sobre las carretera. Las aldeas mayores a menudo están rodeadas por comunidades agrícolas considerablemente más pequeñas. También se pueden encontrar viviendas familiares o individuales aisladas de la comunidad.
Las aldeas más grandes, llamadas "ciudades" por los Kpelle, se dividen en "barrios", controlados por jefes locales. Muchos Kpelle viven como refugiados en Guinea y Monrovia debido a la guerra civil.

## Economía

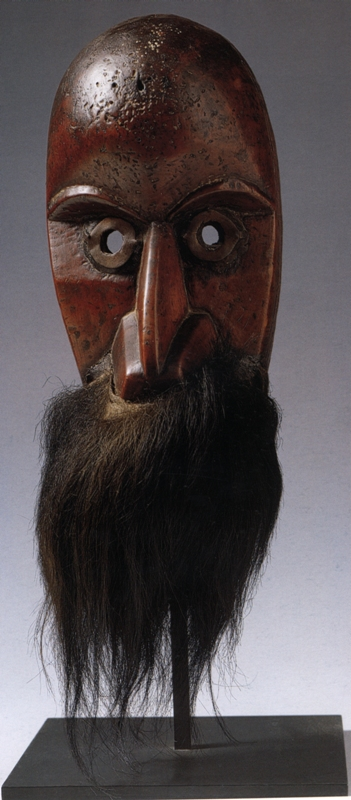
Máscara ritual de la etnia Kpelle elaborada en Guinea

Mayoritariamente practican una economía de subsistencia. El arroz seco y quemado es el alimento básico. Los Kpelle conceptualizan la palabra "trabajo" con el sentido de "cultivo de arroz". Se recolecta una cosecha al año en un ciclo anual de roza y quema. La tierra se utiliza generalmente una vez y luego se deja en barbecho durante al menos siete años.

### Agricultura
La yuca (mandioca) es el segundo cultivo básico más importante. Los Kpelle también cultivan una variedad de otros productos alimenticios, incluidos ñame, papas, plátanos, verduras, cacahuetes, berenjenas, quimbombó, tomates, semillas de sésamo, pimientos, cebollas, naranjas, toronjas, mangos, plátanos, piñas y papayas.

### Caza y recolección
La caza y la captura aportan carne ocasionalmente a la dieta, aunque la pesca aporta una mayor proporción de fuente de proteínas. La recolección es mucho más importante, ya que proporciona vino de palma, nueces de palma (para el aceite de palma), nueces de kola y muchas frutas silvestres, hongos, verduras, hierbas, raíces y verduras.

### Comercio
El cultivo comercial de caña de azúcar, caucho, cacao y café no comenzó hasta la década de 1960. Unos pocos kpelle hilan y tejen algodón nativo en telas de forma artesanal. Hay pequeños productores de ron basándose en la destilación de la caña de azúcar.
Los mercados fueron introducidos por los americanos-liberianos y todavía no se encuentran en las partes remotas sin carreteras.

### Ganadería
La mayoría de los kpelle no tienen animales domésticos. Los que crían cabras, ovejas y pollos los sacrifican sólo para sacrificios religiosos o para honrar a un visitante de alto nivel. Algunas familias adineradas tienen ganado o algunos cerdos.

### Industria
Aunque no hay especialistas a tiempo completo, la mayoría de las aldeas tienen tejedores, sastres, fabricantes de muebles, escultores de máscaras y fetiches y un herrero. El arte de fundir hierro a partir de minerales ahora está prácticamente olvidado, pero alguna vez fue una habilidad muy valorada.

### Empleo
El trabajo asalariado es una fuente obligada para la mayoría de las familias para obtener dinero. Habitualmente son contratados en granjas de caucho y minas de hierro.

### División del trabajo
La división del trabajo de los Kpelle está determinada principalmente por el género. Los hombres limpian los arbustos, cazan y ocasionalmente salen a la pesca. Hay especialistas en el trenzado de esterillas y la confección de muebles.
Por su parte son trabajos femeninos plantar, recolectar y la mayoría de la pesca fluvial. Hay especialización femenina en los tejidos de redes y cestas.
Aunque todos los kpelle son agricultores, algunas divisiones adicionales resultan del conocimiento de habilidades tradicionales como la medicina natural / ritual y la administración de conflictos tribales (política). Los curanderos, curanderas y chamanes disfrutan a menudo de un prestigio e influencia considerables, especialmente en el marco de las numerosas sociedades secretas (o sagradas). El herrero, por ejemplo, es siempre un importante líder ritual dentro de la sociedad poro para hombres. A los hombres ricos e influyentes se les llama "hombres destacados" o "peces gordos" y son muy admirados y, a menudo, envidiados.

### Propiedad de la tierra
Debido a que la densidad de población es baja, hay poca presión sobre la tierra en la mayor parte de la región interior ocupada por este grupo. El primer hombre que se establece en un área previamente deshabitada se llama "dueño de la tierra", un título con significado tanto ritual como secular. Él, o si ha fallecido, su descendiente, asigna tierras a quienes las piden y rara vez se les niega el permiso.

## Parentesco

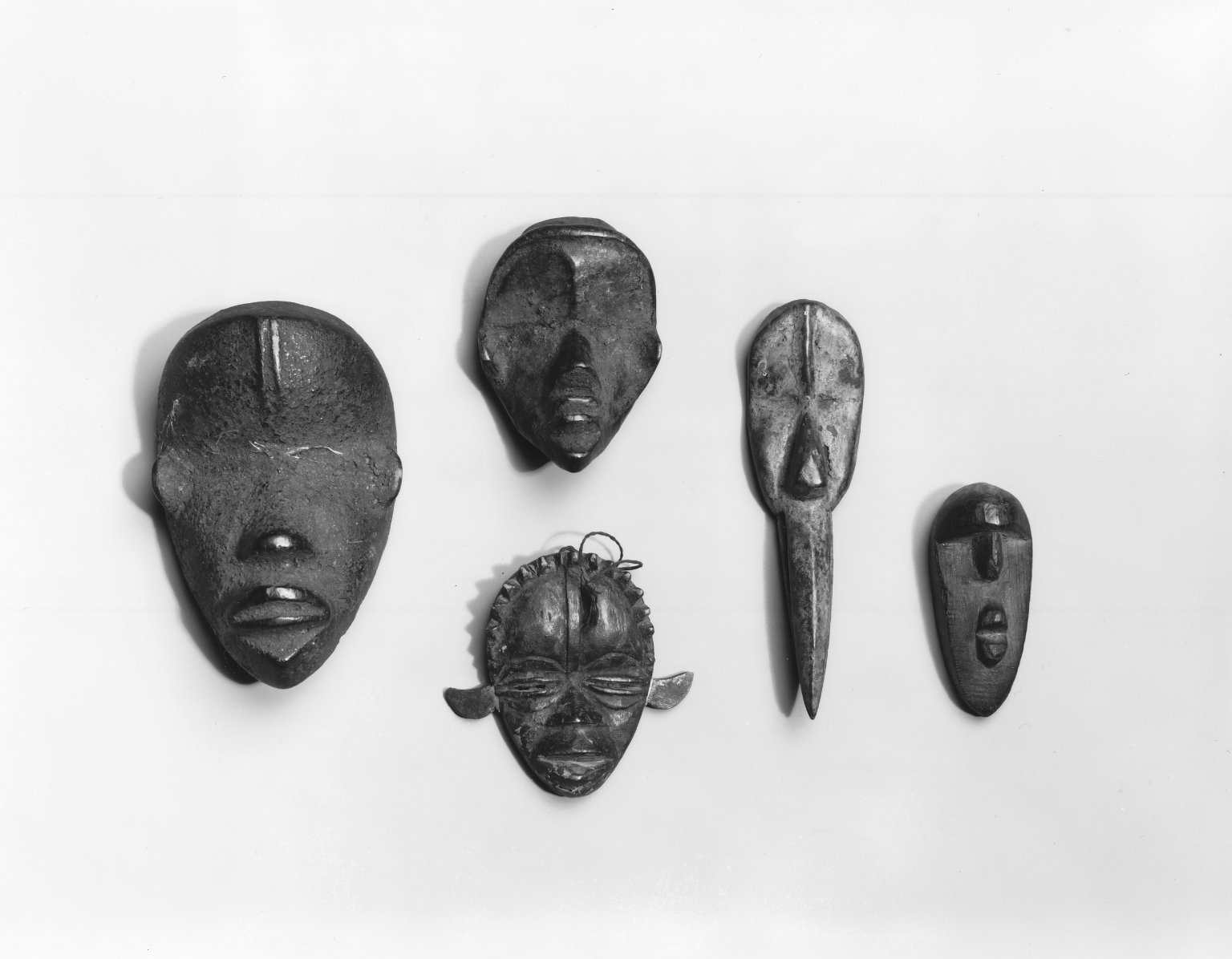
Grupo de máscaras rituales Kpelle en el Museo de Brooklyn

Los grupos kpelle mantienen la tradición patrilinial (agnaticio), sigue la línea paterna para filiación y herencia.

### Matrimonio y familia
Aunque la monogamia se ha vuelto más común a finales del siglo XX, la poligamia sigue siendo el tipo marital preferido. El hombre debe pagar en dinero o en especie a la familia de la novia por llevarla al matrimonio.
Existe el divorcio y los motivos incluyen la infertilidad y el adulterio para los maridos y el abuso físico y la falta de apoyo para las esposas. Las negociaciones de divorcio involucran la propiedad, especialmente cuando se trata de un precio sustancial de la novia.

## Rituales sociales
En algún momento entre las edades de 7 y 20, los niños son iniciados en la sociedad secreta de hombres llamada Poro. Si bien la escuela Poro solía durar hasta cuatro años, con el tiempo, pasó generalmente a ser más corta. La iniciación física se caracteriza por la escarificación en la espalda y, a menudo, también en el pecho y el estómago. También entre los 7 y los 20 años, las niñas se inician en la sociedad Sande de mujeres, un proceso que tradicionalmente duraba hasta tres años. La clitoridectomía y la labiadectomía pueden formar parte de la iniciación femenina..
El Poro y el Sande impregnan muchos aspectos de la vida. Funcionan como instituciones religiosas, sociales, políticas, legales y educativas.

## Organización
La Sociedad Poro actúa como una especie de gobierno en la sombra; los jefes de cualquier nivel pueden lograr poco sin el respaldo de Poro. Más allá del proceso de integración a la cultura global, esta tradición ejerce un fuerte control sobre los miembros del grupo. En asuntos seculares, la mayoría de los casos se resuelven en audiencias informales, a menudo convocadas por el jefe de la aldea. Los casos más graves pasan por los tribunales liberianos, aunque a menudo se emplean las pruebas tradicionales.

## Religión y cultura
Entre el 10 % y el 25 % de los kpelle son cristianos (mayoritariamente luteranos) en aquellas áreas donde los misioneros son muy activos, y mientras que un puñado abraza el islam, la gran mayoría tiene creencias animistas tradicionales. La religión de Kpelle se centra vagamente en un concepto monoteísta de dios que se complementa con el culto a los antepasados y los espíritus del bosque. Las máscaras rituales son una expresión cultural en las sociedades de medicina secreta (chamánicas) representando los espíritus enmascarados que operan dentro de esas sociedades.
Los Kpelle reconocen a un Dios Supremo que creó el mundo y luego se retiró. Creen en una variedad de espíritus o genios menores, incluidos antepasados, tótems personales, espíritus del agua y espíritus con máscaras mágicamente poderosas. La brujería y la hechicería ocupan un lugar destacado en el sistema de creencias.

## Artesanías
Los Kpelle diseñan instrumentos musicales, son apreciados sus tejidos y tapetes, tallan esculturas, pero sus creaciones artísticas más reconocidas son las máscaras espirituales asociadas con las sociedades secretas.